# Імперський меч

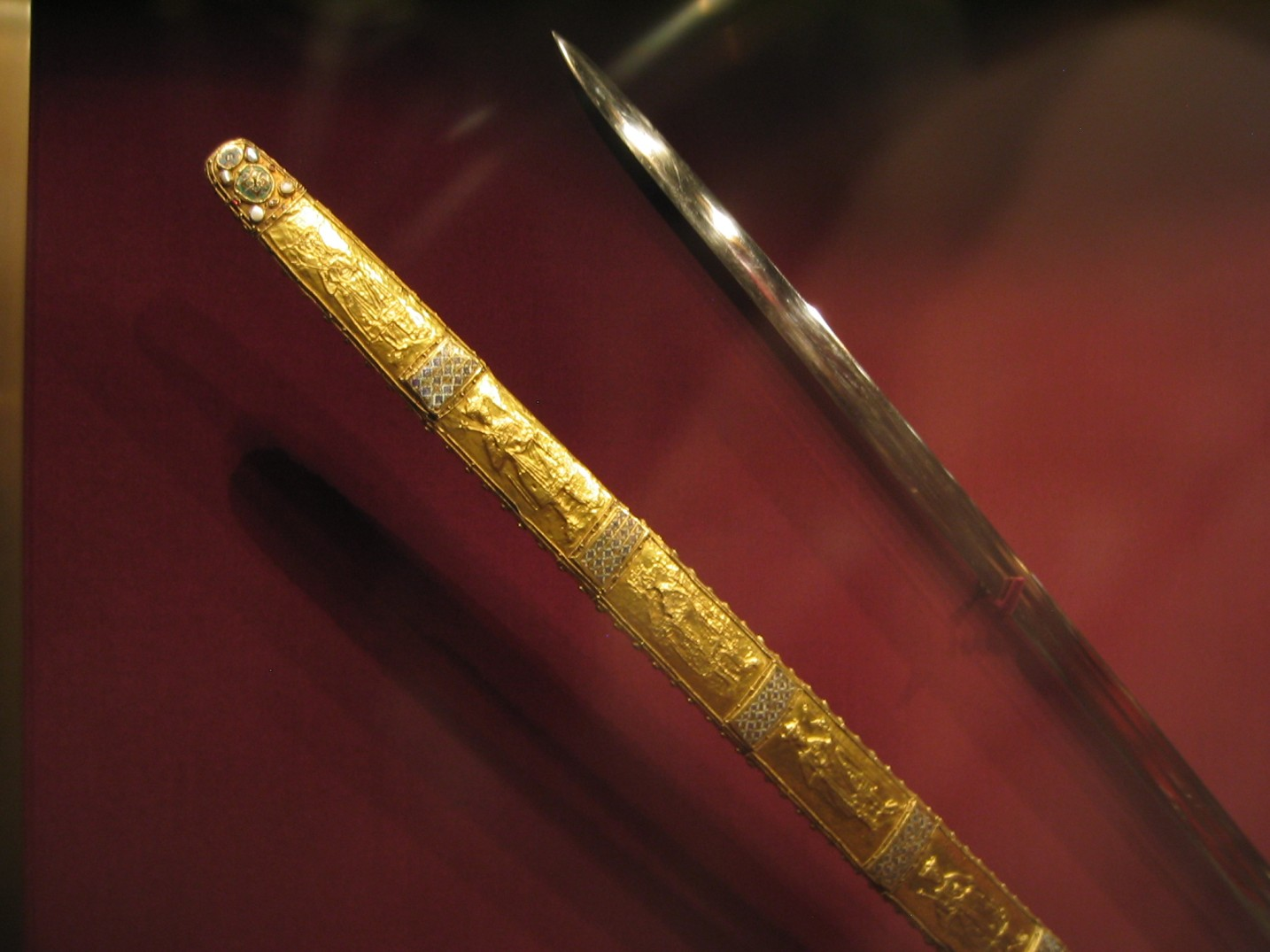
Імперський меч і піхви в скарбниці Хофбурга

Імперський меч (нім. Reichsschwert) — артефакт, церемоніальний меч, є одним з експонатів скарбниці Гофбургзького замку і символів Священної Римської Імперії. Так само відомий як меч святого Маврикія (інший меч з такою ж назвою зберігається в Турині).
Виготовлений імовірно у Франції наприкінці XII-го століття і привезений в Німеччину, можливо, спеціально для коронації Оттона IV (який був на той момент графом Пуату і герцогом аквітанським). Більш древній коронаційний меч часів франків, як і інші інсигнії, знаходився в цей час в руках альтернативного претендента на престол імперії — Філіппа Швабського. Саме дана делікатна ситуація і потребувала виготовлення нового коронаційного меча.
Під час коронації, імперський меч передавався в руки Імператору Священної Римської Імперії разом з імперським скіпетром та імперською державою. В даний час імперський меч та інші імперські клейноди зберігаються в скарбниці Хофбурзького замку у Відні.

## Опис меча і піхов
Довжина клинка 95,3 см, ширина біля ефеса 4,4 см. За класифікацією Окшотта належить до типу XI.
На одній стороні хрестовини є напис:+ CRISTVS • VINCIT • CRISTVS • REIGNAT • CRIST (VS)• INPERAT
На іншій стороні скорочений варіант:CRISTVS: VINCIT: CRISTVS: REINAT
Ще один напис йде по нижньому краю навершя: (Будь мій) Пан (і) Бог, який (мої) руки вчить боротися. Так само на наверші розміщені герб Оттона IV, та імперський орел.
Золоті піхви датуються більш раннім періодом, ніж сам меч. Імовірно, вони були виготовлені для коронації Генріха IV, що пройшла в 1084 році. Прикрашені зображеннями 14 імператорів, від Карла Великого до Генріха III включно.